# Abubakar Chasłachanow
Abubakar Muratowicz Chasłachanow (ros. Абубакар Муратович Хаслаханов; ur. 25 kwietnia 2004) – białoruski zapaśnik walczący w stylu klasycznym. Olimpijczyk z Paryża 2024, gdzie zajął siódme miejsce w kategorii do 97 kg. Zajął piąte miejsce na mistrzostwach świata w 2023 roku. 
Brązowy medalista mistrzostw Europy w 2024. 
Wicemistrz świata U-23 w 2024. Drugi na ME U-23 w 2024 i trzeci w 2025. Mistrz świata juniorów w 2023 roku.
Mistrz Białorusi w 2023 roku.